# کیروف پلنت
کیروف پلنت (روسی: Кировский Завод، آوانگاری Kirovskiy Zavod) شرکت صنایع جنگ‌افزاری روسی است، که در سال ۱۸۰۱ تأسیس شد.